# 坎波罗夫莱斯
坎波罗夫莱斯，是西班牙巴伦西亚自治区巴伦西亚省的一个市镇。总面积90平方公里，总人口1361人（2001年），人口密度15人/平方公里。